# Io sto vivendo senza te/Ciao, settembre
Io sto vivendo senza te/Ciao, settembre è un singolo di Loretta Goggi, pubblicato nel 1971.

## Descrizione
Io sto vivendo senza te venne presentato a Un disco per l'estate del 1971, senza raggiungere la finale.

## Tracce
Lato A
1. Io sto vivendo senza te – 3:05 (Alberto Salerno e Massimo Salerno)

Lato B
1. Ciao, settembre – 2:30 (Paolo Limiti e Vostok)